# ۲-اتوکسی‌بنزوئیک اسید
۲-اتوکسی‌بنزوئیک اسید (به انگلیسی: 2-Ethoxybenzoic acid) یک ترکیب شیمیایی با شناسه پاب‌کم ۶۷۲۵۲ است. 